# Giáo đường Do Thái, Łomża
Giáo đường Do Thái là một giáo đường Do Thái lịch sử ở omża, Ba Lan. Giáo đường có vị trí ở góc đông nam của Quảng trường chính ở ngã tư đường Giełczyńska và Senatorska ngày nay.
Nó được xây dựng vào năm 1878-1889 theo sáng kiến của Rabbi Eliezer-Simcha Rabinowicz, và được thiết kế bởi kiến trúc sư người Ý gốc Ba Lan Enrico Marconi từ Quốc hội Ba Lan.

## Sự phá hủy
Giáo đường đã bị phá hủy bởi quân Đức xâm lược vào tháng 9 năm 1939, vào đầu Thế chiến II (theo Virtual Shtetl trực tuyến của Ba Lan), hoặc vào tháng 9 năm 1941 (theo Pinkas haKehilot), ngay sau cuộc tấn công của Đức vào Liên Xô và việc tạo ra Łomża Ghetto cho người Do Thái từ các làng và thị trấn xung quanh. Nhiều khả năng Giáo đường Do Thái đã bị phá hủy theo từng giai đoạn, đầu tiên bị thiêu rụi và san bằng sau đó.

Hiện tại, chỉ có một tấm bia tưởng niệm đánh dấu vị trí của giáo đường cũ, với một dòng chữ bằng tiếng Ba Lan và tiếng Do Thái, có ghi: 
 Từ tháng 7 năm 1941 đến tháng 11 năm 1942 trên đường phố: Dworna - nay là Lipca 22-go, Senatorska, Woziwodzka, Zielona, Żydowska - nay là Zatylna và Rybaki, Đức quốc xã đã thiết lập một khu ổ chuột, nơi họ đã tiêu diệt 9.000 người Do Thái. 3.500 người trong số họ đã bị bắn trong rừng gần các làng Giełczyn và Sławiec. Những người chiếm đóng Đức đã thành lập 15 ghettos tại các thị trấn của vùng Łomża. Số phận bi thảm của khoảng 40.000 người sống trong đó đã dẫn đến trại hủy diệt ở Treblinka. Có thể ký ức về họ và của những người đã giúp đỡ họ trong những ngày khủng khiếp vừa qua.